# William Carr Beresford, I visconte Beresford
William Carr Beresford, I visconte Beresford (Londra, 2 ottobre 1768 – Londra, 8 gennaio 1854), è stato un militare e politico britannico.

## Biografia

### I primi anni
Beresford era il figlio illegittimo di George Beresford, I marchese di Waterford e di una sua amante. Egli era fratello dell'ammiraglio sir John Beresford, I baronetto (anch'egli illegittimo), ma fratellastro di Henry Beresford, II marchese di Waterford, lord John Beresford e lord George Beresford.

### Le prime esperienze militari
Beresford entrò nell'esercito inglese nel 1785 come alfiere del 6th Regiment of Foot e l'anno successivo venne accecato ad un occhio per via di un incidente occorsogli con un moschetto. Egli rimase in servizio e venne promosso capitano dal 1791 ed affiliato al 69th Regiment of Foot. Egli si distinse nella Battaglia di Toulon (1793), in Egitto (1799–1803) ed in Sudafrica (1805). Da quest'ultima piazzaforte si spostò nell'Atlantico verso il Sud America per invadere le regioni del Rio della Plata (oggi Argentina) con un piccolo contingente di forze britanniche composto da 1500 uomini che salpò il 14 aprile 1806. Mossosi da Città del Capo, Beresford, pungolato da sir Home Popham, decise di attaccare Buenos Aires nel sudamerica spagnolo, sebbene la corona non avesse dato alcun via ufficiale alle operazioni. Con l'invasione britannica del Rio de la Plata, Buenos Aires venne occupata dagli inglesi per 46 giorni per poi venire riconquistata dalle armate di Santiago de Liniers. Dopo due giorni intensi di combattimenti, Buenos Aires e Montevideo si arresero rispettivamente il 10 ed il 12 agosto 1806 e i britannici vennero costretti a capitolare. Beresford dovette arrendersi, rimanendo prigioniero per sei mesi; alla fine egli riuscì a fuggire e giunse in Inghilterra nel 1807.

### La guerra d'indipendenza spagnola

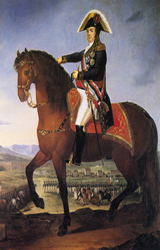
Il feldmaresciallo Beresford - Coudelaria de Alter, Portogallo

#### Comandante in Capo dell'esercito portoghese
Nell'anno del suo ritorno in patria, Beresford venne inviato a Madeira che occupò in nome del re del Portogallo, rimanendovi per sei mesi come governatore e comandante in capo delle truppe locali. Il governo portoghese in esilio a Rio de Janeiro (Brasile) aveva capito la necessità di incominciare a ristabilire un aggancio con l'Europa il che poteva essere fatto proprio tramite un valoroso militare conoscitore di entrambi i fronti di azione e in grado di risollevare il demoralizzato esercito portoghese. Per tale motivo il re portoghese chiese al Regno Unito di nominare inizialmente Arthur Wellesley a questo incarico, ma il futuro duca di Wellington dovette dare il proprio diniego per altri impegni in madrepatria e come tale raccomandò a sostituirlo Beresford. Egli venne nominato maresciallo e comandante in capo delle truppe portoghesi per decreto reale del 7 marzo 1809 e prese il comando effettivo il 15 marzo di quello stesso anno. A quel tempo, il maresciallo Soult aveva già attraversato il Portogallo con le proprie armate occupando Porto. Beresford riuscì velocemente a disciplinare le forze portoghesi secondo i costumi anglosassoni e dal suo quartier generale di Largo do Calhariz, egli promosse subito degli ordini del giorno posti a ristabilire le norme della fanteria, a creare un comando generale per l'artiglieria, a stabilire la separazione per i battaglioni ed a rimpiazzare gli incompetenti.

#### In campagna militare
Il 22 aprile Sir Arthur Wellesley, era sbarcato a Lisbona ed aveva preso il comando delle truppe anglo-portoghesi ed era stato nominato maresciallo generale dell'esercito del Portogallo, marciando con le armate da nord. Wellington si mosse da Coimbra direttamente verso Porto, entrando in città il 12 maggio e Beresford marciò verso la provincia di Beira arrivando quello stesso giorno sulle rive del Duero, nell'area di Lamego. Le truppe di Wellington dovettero forzatamente attraversare il Duero e sconfissero i francesi, obbligando Soult a lasciare Porto.
La seconda invasione francese del Portogallo venne scongiurata invece partendo da sud in quanto le armate britanniche si concentrarono ad Abrantes ed a Castelo Branco con l'intento di cooperare con gli spagnoli contro il maresciallo victor. Il duca di Wellington si portò in Spagna per la Battaglia di Talavera mentre Beresford rimase presso il fiume Águeda a coprire il confine ispano-portoghese. Dopo il ritorno di Wellesley, Beresford rientrò in Portogallo stabilendo il proprio quartier generale a Lisbona.
In quello stesso anno (1809), ed in quello successivo, egli compì numerosi tour d'ispezione dei corpi d'armata portoghesi nelle diverse province correggendo ogni difetto annotato e stabilendo regole di funzionamento per ogni ambito d'esercito. I buoni frutti della sua opera vennero a emergere nel confronto col generale Massena nella Battaglia di Buçaco del 27 settembre 1810 quando le truppe portoghesi riuscirono ad avere un ruolo predominante nelle azioni difendendo anche le Lines of Torres Vedras.
L'azione bellica più importante Beresford la compì però come comandante indipendente dal 1811 quando combinò sotto il proprio comando le forze anglo-portoghesi e spagnole, intercettando l'armata francese al comando del maresciallo Soult il quale aveva ricevuto l'ordine dal maresciallo Auguste Marmont di muoversi per proteggere la fortezza spagnola di Badajoz. Beresford decise di muovere dunque verso Badajoz assediando la città. Avendo però ricevuto notizia dell'imminente avvicinamento di Soult, egli lasciò l'assedio per posizionare le proprie truppe ad Albuera in posizione difensiva. Qui egli sconfisse le forze francesi il 16 maggio 1811. Dopo la sanguinosa Battaglia di Albuera i francesi vennero costretti a ritirarsi, mentre l'assedio di Badajoz venne successivamente abbandonato. Per il valore dimostrato, il 13 maggio, Beresford venne creato Conte di Trancoso per decreto del principe reggente Giovanni.
Al principio di luglio del 1811 fu nuovamente a Lisbona ma era affetto come descrisse il suo brigadiere D'Urban da "attacchi nervosi". Ripresosi nel febbraio del 1812 si unì a Wellington a Ciudad Rodrigo. Egli lo accompagnò, dopo la caduta della città fortificata, ad Alentejo, e ivi partecipò al secondo Assedio di Badajoz condotto dagli anglo-portoghesi. Dopo che Badajoz venne conquistata dai due generali, Wellington e Beresford, presero nuovamente posizione nei pressi dell'Águeda, e da qui lanciarono una campagna su Salamanca. Il 22 luglio 1812 venne combattuta la Battaglia di Salamanca che diede agli anglo-portoghesi la decisiva vittoria sui francesi del maresciallo Marmont. Nella battaglia Beresford venne pesantemente ferito al fianco sinistro.
A causa di queste ferite egli si ritirò a Lisbona ove rimase a rimettersi sino al maggio del 1813. Nel frattempo egli venne creato Marchese di Campo Maior dal principe reggente Giovanni il 17 dicembre 1812. Nel marzo del 1813 inoltre venne confermato come secondo comandante dell'armata anglo-portoghese e riprese il suo servizio nell'esercito assistendo alla liberazione della Spagna.
Nell'invasione della Francia, egli assistette Wellington al comando dei corpi e liberò Bordeaux. In Francia combatté a Tolosa.

### Gli ultimi anni
Dopo la dichiarazione della pace egli si recò in Inghilterra, ove rimase però per breve tempo, richiamato a Lisbona per riprendere il controllo generale dell'esercito portoghese. La sua ambizione e la dimestichezza con quell'esercito, però, non lo lasciarono fuori dagli intrighi politici ed entrò ben presto in conflitto in particolare col generale portoghese Gomes Freire de Andrade che lo costrinse nel 1817 a recarsi a Rio de Janeiro per ottenere da Giovanni VI la conferma dei suoi poteri.
Ritornato in Portogallo, prese parte alla rivoluzione liberale del 1820. Gli ufficiali britannici, però, erano stati quasi tutti dispensati dal servizio dal governo portoghese dopo la sconfitta di Napoleone e come tale Beresford non avrebbe nemmeno potuto sbarcare senza debita autorizzazione governativa. Egli nel 1821 venne nominato dal governo britannico alla carica di Governatore del Jersey e mantenne tale posizione sino al 1854, venendo nel contempo prescelto quale consigliere privato del re inglese. Richiamato in Portogallo nel 1827 per volere dell'infanta Isabella Maria di Braganza, egli dovette ad ogni modo rinunciare alle proprie ambizioni in quella terra a causa della sempre crescente opposizione interna e si concentrò sulla sua madrepatria.
Negli anni '40 Beresford si dedicò anche all'estensione della sua tenuta di Bedgebury presso Goudhurst, nel Kent, aggiungendovi una preziosa pineta ancora oggi presente.
Lord Beresford morì nel gennaio del 1854 all'età di 85 anni, con gli onori che gli concesse la Gran Bretagna sua patria e la stima del Portogallo per l'opera compiuta.